# Lincoln Red Imps F.C.
Lincoln Red Imps là một câu lạc bộ bóng đá chuyên nghiệp đến từ Gibraltar.. Họ chơi ở Giải bóng đá vô địch quốc gia Gibraltar, và cùng các đội bóng khác trong lãnh thổ đất nước chơi ở Sân vận động Victoria. Họ là đội vô địch nhiều nhất của đất nước với 24 lần vô địch, bao gồm 14 danh hiệu liên tiếp từ năm 2003 đến năm 2016, và vào năm 2014, họ trở thành đội bóng đầu tiên đại diện cho Gibraltar ở vòng loại UEFA Champions League. Vào tháng 8 năm 2021, Lincoln trở thành câu lạc bộ đầu tiên của Gibraltar lọt vào vòng bảng của một giải đấu cấp câu lạc bộ châu Âu sau khi đánh bại nhà vô địch Latvia Riga FC ở vòng play-offs của UEFA Europa Conference League.
Câu lạc bộ giữ kỷ lục về chuỗi trận bất bại dài nhất châu Âu với 88 trận trong 1.959 ngày từ tháng 5 năm 2009 đến tháng 9 năm 2014.

## Thành tích ở Châu Âu
Trận đấu vòng loại đầu tiên của Lincoln tại UEFA Champions League 2014–15 đánh dấu trận đấu đầu tiên mà một câu lạc bộ của Gibraltar thi đấu tại UEFA. Sau khi hưởng một quả phạt đền, trong hiệp hai họ đã bị thủng lưới và trận đấu kết thúc với tỷ số hoà.

### Tổng cộng
Tính đến các trận đấu vào ngày 26 tháng 7 năm 2022
| Giải đấu                      | Trận | Thắng | Hoà | Thua | Bàn thắng | Bàn thua | Hiệu số |
| ----------------------------- | ---- | ----- | --- | ---- | --------- | -------- | ------- |
| UEFA Champions League         | 19   | 6     | 3   | 10   | 22        | 29       | –7      |
| UEFA Europa League            | 11   | 2     | 3   | 6    | 11        | 22       | –11     |
| UEFA Europa Conference League | 10   | 1     | 1   | 8    | 6         | 22       | –16     |
| Tổng cộng                     | 40   | 9     | 7   | 23   | 39        | 73       | –34     |

### Matches
| Mùa giải | Giải đấu                      | Vòng | Đối thủ             | Lượt đi      | Lượt về | Tổng tỷ số | Vào vòng trong |
| -------- | ----------------------------- | ---- | ------------------- | ------------ | ------- | ---------- | -------------- |
| 2014–15  | UEFA Champions League         | 1Q   | HB Tórshavn         | 1–1          | 2–5     | 3–6        |                |
| 2015–16  | UEFA Champions League         | 1Q   | Santa Coloma        | 0–0          | 2–1     | 2–1        |                |
| 2015–16  | UEFA Champions League         | 2Q   | Midtjylland         | 0–2          | 0–1     | 0–3        |                |
| 2016–17  | UEFA Champions League         | 1Q   | Flora Tallinn       | 2–0          | 1–2     | 3–2        |                |
| 2016–17  | UEFA Champions League         | 2Q   | Celtic              | 1–0          | 0–3     | 1–3        |                |
| 2017–18  | UEFA Europa League            | 1Q   | AEK Larnaca         | 1–1          | 0–5     | 1–6        |                |
| 2018–19  | UEFA Champions League         | PR   | La Fiorita          | 2–0          | 2–0     | —          |                |
| 2018–19  | UEFA Champions League         | PR   | Drita               | 1–4          | 1–4     | —          |                |
| 2018–19  | UEFA Europa League            | 2Q   | The New Saints      | 1–1          | 1–2     | 2–3        |                |
| 2019–20  | UEFA Champions League         | PR   | Feronikeli          | 0–1          | 0–1     | —          |                |
| 2019–20  | UEFA Europa League            | 2Q   | Ararat-Armenia      | 1–2          | 0–2     | 1–4        |                |
| 2020–21  | UEFA Europa League            | PR   | Prishtina           | 3–0 (awd.)   | —       | —          |                |
| 2020–21  | UEFA Europa League            | 1Q   | Union Titus Pétange | 2–0          | —       | —          |                |
| 2020–21  | UEFA Europa League            | 2Q   | Rangers             | 0–5          | —       | —          |                |
| 2021–22  | UEFA Champions League         | 1Q   | Fola Esch           | 5–0          | 2–2     | 7–2        |                |
| 2021–22  | UEFA Champions League         | 2Q   | CFR Cluj            | 1–2          | 0–2     | 1–4        |                |
| 2021–22  | UEFA Europa League            | 3Q   | Slovan Bratislava   | 1–3          | 1–1     | 2–4        |                |
| 2021–22  | UEFA Europa Conference League | PO   | Riga                | 3–1 (s.h.p.) | 1–1     | 4–2        |                |
| 2021–22  | UEFA Europa Conference League | GS   | Copenhagen          | 0–4          | 1–3     | Thứ 4      |                |
| 2021–22  | UEFA Europa Conference League | GS   | PAOK                | 0–2          | 0–2     | Thứ 4      |                |
| 2021–22  | UEFA Europa Conference League | GS   | Slovan Bratislava   | 1–4          | 0–2     | Thứ 4      |                |
| 2022–23  | UEFA Champions League         | 1Q   | Shkupi              | 2–0          | 0–3     | 2–3        |                |
| 2022–23  | UEFA Europa Conference League | 2Q   | Tobol               | 0–1          | 0–2     | 0−3        |                |

Chú thích
- PR: Vòng sơ loại
- 1Q: Vòng loại thứ nhất
- 2Q: Vòng loại thứ hai
- PO: Vòng play-offs

## Cầu thủ

### Đội hình hiện tại
Tính đến 9 tháng 7 năm 2023
| Số | VT | Quốc gia    | Cầu thủ                    |
| -- | -- | ----------- | -------------------------- |
| 1  | TM | Tây Ban Nha | Nauzet Santana             |
| 2  | HV | Tây Ban Nha | Jesús Toscano              |
| 4  | TV | Nigeria     | Samson Bolaji              |
| 5  | HV | Ghana       | Ibrahim Ayew               |
| 6  | HV | Gibraltar   | Bernardo Lopes (đội phó)   |
| 7  | TĐ | Gibraltar   | Lee Casciaro               |
| 8  | TV | Gibraltar   | Julian Valarino            |
| 9  | TĐ | Philippines | Kike Gómez                 |
| 10 | TV | Gibraltar   | Liam Walker                |
| 11 | TV | Tây Ban Nha | Juampe                     |
| 13 | TM | Tây Ban Nha | Iván Villanueva            |
| 14 | HV | Gibraltar   | Roy Chipolina (đội trưởng) |
| 17 | TV | Tây Ban Nha | Marco Rosa                 |
| 19 | TĐ | Tây Ban Nha | Juanfri                    |
| 20 | TV | Ghana       | Mustapha Yahaya            |

| Số | VT | Quốc gia    | Cầu thủ            |
| -- | -- | ----------- | ------------------ |
| 21 | HV | Tây Ban Nha | Nano               |
| 22 | TV | Gibraltar   | Graeme Torrilla    |
| 23 | TM | Gibraltar   | Dayle Coleing      |
| 24 | HV | Gibraltar   | Jack Sergeant      |
| 27 | HV | Ecuador     | Gabriel Corozo     |
| 29 | TV | Gibraltar   | Lee Chipolina      |
| 30 | TĐ | Gibraltar   | Jonathan Sciortino |
| 33 | HV | Hà Lan      | Djumaney Burnet    |
| 35 | TM | Gibraltar   | Lee Mifsud         |
| 66 | HV | Gibraltar   | Ethan Britto       |
| 69 | HV | Gibraltar   | Julian Laguea      |
| 77 | TV | Gibraltar   | Kyle Clinton       |
| 88 | TV | Tây Ban Nha | Mandi              |
| —  | TV | Tây Ban Nha | Jorge Galdón       |
| —  | TĐ | Tây Ban Nha | Victor Villacañas  |

### Đội hình Intermediate League
| Số | VT | Quốc gia  | Cầu thủ       |
| -- | -- | --------- | ------------- |
| 3  | TV | Gibraltar | Kaleem Smith  |
| 15 | HV | Gibraltar | Jaylen Duarte |
| 16 | HV | Gibraltar | Jay Coombes   |
| 25 | TM | Gibraltar | Ryan Smith    |
| 26 | HV | Gibraltar | Alex Collado  |
| 28 | HV | Gibraltar | Ryan Azopardi |

| Số | VT | Quốc gia  | Cầu thủ       |
| -- | -- | --------- | ------------- |
| 30 | TV | Gibraltar | Jesse Clinton |
| 32 | TV | Gibraltar | Julian Soiza  |
| 34 | HV | Gibraltar | Kai Villa     |
| 35 | TĐ | Gibraltar | Evan Villa    |
| 36 | TV | Gibraltar | Jamie Golding |
| 37 | TĐ | Gibraltar | Leon Ramirez  |

### Cho mượn
| Số | VT | Quốc gia  | Cầu thủ                              |
| -- | -- | --------- | ------------------------------------ |
| —  | TM | Gibraltar | Jaylan Hankins (tại Bruno's Magpies) |